# Rhagodorta zorab
Rhagodorta zorab är en spindeldjursart som beskrevs av Roewer 1933. Rhagodorta zorab ingår i släktet Rhagodorta och familjen Rhagodidae. Inga underarter finns listade i Catalogue of Life.